# 建桥站 (广东省)
建桥站，是梅汕铁路的一个车站，位于广东省梅州市丰顺县建桥镇岗围村355国道旁。2019年10月11日通车。

## 车站结构
为两侧四线格局的地上车站，车站前后皆连接山洞，站房于月台东侧布置。

### 车站楼层
| 地上二层 | 侧式站台 | 侧式站台                            | 侧式站台 | 侧式站台 |
|          | 上行站台 | 梅汕铁路 潮汕方向（下站：丰顺东）   |          |          |
|          |          | 梅汕铁路 越行路轨                   |          |          |
|          |          | 梅汕铁路 越行路轨                   |          |          |
|          | 下行站台 | 梅汕铁路 梅州西方向（下站：畲江北） |          |          |
|          | 侧式站台 |                                     |          |          |
| 地面     | 站厅     | 售票处、候车区、进站口、出站口      |          |          |